# Werner Bartels (Manager)
Werner Bartels (* 4. Juli 1930 Essen; † 6. August 2004) war ein deutscher Industriemanager.

## Leben
Bartels studierte in Aachen Eisenhüttenkunde und Gießereiwesen und promovierte zum Dr. Ing. Im Sommersemester 1952 wurde er Mitglied der Aachener Burschenschaft Teutonia, der er bis zu seinem Tode verbunden blieb. Nach seinem Studium arbeitete er ab 1960 bei den Thyssen Röhrenwerken. 1970 wurde er Vorstandsvorsitzender bei Blohm + Voss, ab 1980 dann bei der Thyssen-Industrie AG. Außerdem war er ab 1980 Vorstandsmitglied der Thyssen AG. Von 1986 bis 1988 kehrte Bartels zu Blohm + Voss zurück, um das Unternehmen vor dem Hintergrund der Werftenkrise zu sanieren, behielt aber in der Zeit seine Aufgaben bei Thyssen. 1991 schied er aus dem Management aus.
Bartels war verheiratet und hatte drei Kinder.
1997 wurde er mit dem Bundesverdienstkreuz 1. Klasse ausgezeichnet. Zudem war Bartels lange Zeit als Honorarkonsul für Uruguay tätig.